# Кировский край
Ки́ровский край — административно-территориальная единица, существовавшая в 1934—1936 годах в составе РСФСР. Границы края примерно совпадали с границами бывшей Вятской губернии. Край занимал территорию в 144 300 км² при населении свыше 3 млн. человек. При этом доля городского населения едва превышала 13 %.
Краевой центр — город Киров. Первый председатель исполкома края — А. А. Бобков.

## История

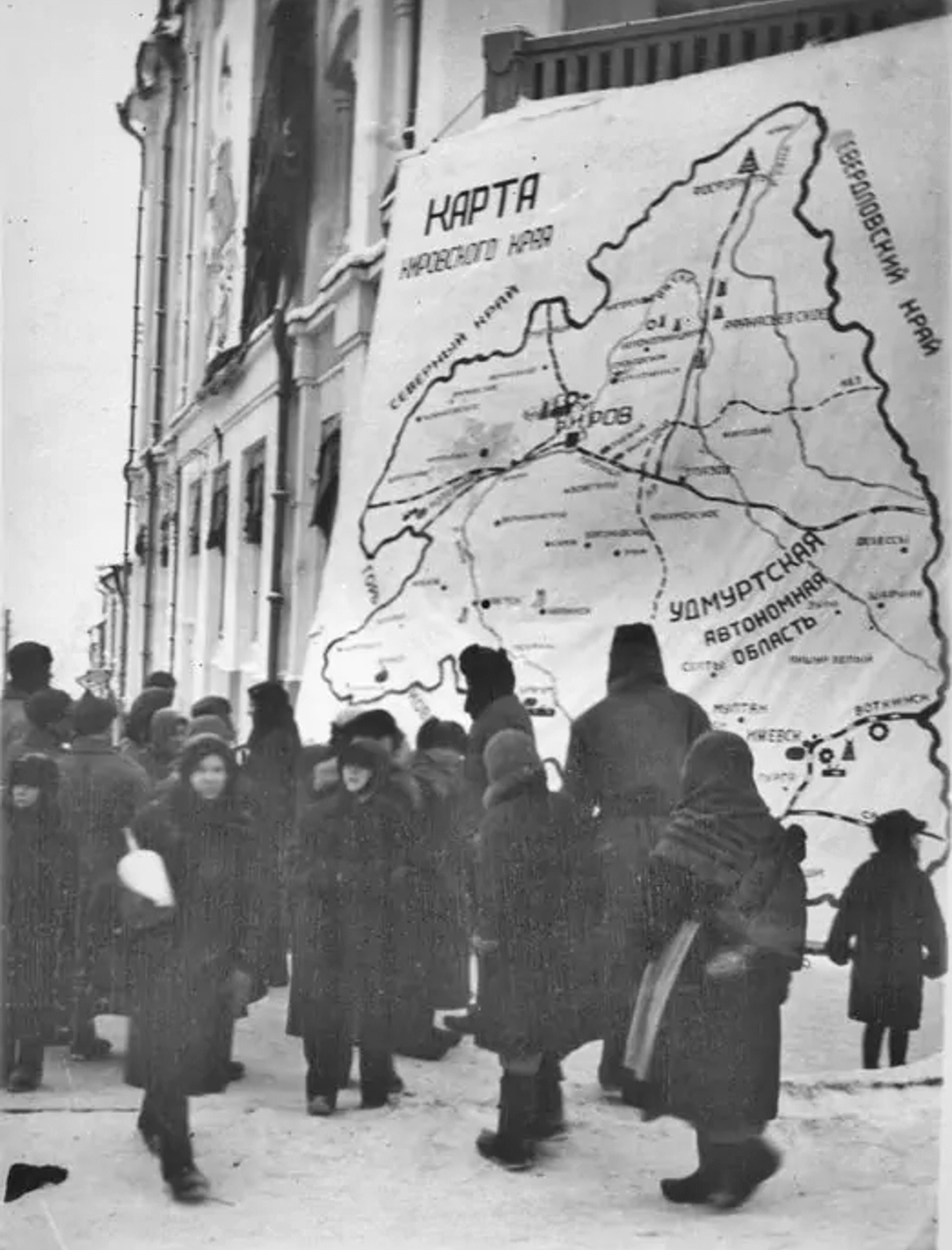
Карта Кировского края на здании крайкома ВКП(б), 1934 год.

7 декабря 1934 вышло постановление ВЦИК СССР «О разделении Горьковского края», в соответствии с которым Горьковский край был разделён на две части - юго-западная часть стала собственно Горьковским краем (с центром в г. Горький), а из северо-восточных районов и Удмуртской АО было сформировано самостоятельное образование - Кировский край (с центром в г. Киров).
Граница между Горьковским и Кировским краями проходила по восточным границам Пыщугского, Шарьинского, Ветлужского, Шахунского, Уренского, Воскресенского районов и северной границе Марийской автономной области, входящей в состав Горьковского края.
На момент образования включил в себя 57 районов (18 районов Удмуртской АО, 37 районов Горьковского края и 2 района (Сарапульский и Воткинский) Свердловской области). Прошедшая вскоре реорганизация увеличивала число районов до 81, в том числе 27 в Удмуртской республике.
28 декабря 1934 года Удмуртская АО в существующих на тот момент границах преобразована в Удмуртскую АССР. 5 декабря 1936 года Удмуртская АССР выделена из состава Кировского края, а край преобразован в Кировскую область.

## Население
На 1933 год численность населения районов Горьковского края и Свердловской области, где впоследствии возник Кировский край, составляла чуть более 3 317 000 чел. При этом большая их часть (2 884 500 чел.) проживали в сельской местности, и только 432 500 чел. — в городах и посёлках. Крупнейшим населённым пунктом был Ижевск (127 800 чел.) — центр Удмуртской АССР, а крупнейшим районом по населению — Сарапульский (87 800 чел.). 
Население административного центра края — города Кирова — составляло всего 85 600 чел. Прочие населённые пункты (численностью более 10 000 чел.) — Воткинск (36 200 чел.), Сарапул (33 800 чел.), Можга (15 100 чел.), Котельнич (12 700 чел.), Слободской (13 800 чел.), Омутнинск (12 400 чел.), Глазов (11 400 чел.). Из чего видно, что наиболее крупные населённые пункты, за исключением Кирова, были в составе Удмуртии.
Главная масса населения была сосредоточена в южных и центральных районах края. Там плотность населения была 30 и более чел. на кв. км (например в Санчурском — 47 чел. на кв. км, Пижанском — 37 чел. на кв. км, Алнашском — 38 чел. на кв. км, Шарангском — 33 чел. на кв. км). На севере плотность падала до 2 чел. на кв. км (Кайский район). При этом средняя плотность населения составляла 27 чел. на кв. км в Удмуртской АССР и 23 чел. на кв. км в целом по краю.

## Состав
Бывшие районы Горьковского края и Свердловской области, вошедшие в состав Кировского края:

| Название районов      | Районный центр |
| Арбажский район       | Арбаж          |
| Белохолуницкий район  | Белая Холуница |
| Богородский район     | Богородское    |
| Верховинский район    | Юрья           |
| Верхошижемский район  | Верхошижемье   |
| Вожгальский район     | Вожгалы        |
| Воткинский район      | Воткинск       |
| Вятскополянский район | Вятские Поляны |
| Даровской район       | Даровское      |
| Зуевский район        | Зуевка         |
| Зюздинский район      | Афанасьево     |
| Кайский район         | Лойно          |
| Кикнурский район      | Кикнур         |

| Название районов    | Районный центр |
| Кильмезский район   | Кильмезь       |
| Кировский район     | Порошино       |
| Котельничский район | Котельнич      |
| Лебяжский район     | Лебяжье        |
| Малмыжский район    | Малмыж         |
| Мурашинский район   | Мураши         |
| Немский район       | Нема           |
| Нолинский район     | Нолинск        |
| Омутнинский район   | Омутнинск      |
| Оричевский район    | Оричи          |
| Пижанский район     | Пижанка        |
| Просницкий район    | Просница       |
| Санчурский район    | Санчурск       |

| Название районов   | Районный центр |
| Сарапульский район | Сарапул        |
| Синегорский район  | Синегорье      |
| Слободской район   | Слободской     |
| Советский район    | Советск        |
| Сунский район      | Суна           |
| Унинский район     | Уни            |
| Уржумский район    | Уржум          |
| Фалёнский район    | Фалёнки        |
| Халтуринский район | Халтурин       |
| Черновский район   | Черновское     |
| Шабалинский район  | Богородское    |
| Шарангский район   | Шаранга        |
| Яранский район     | Яранск         |

Районы Удмуртской АО, вошедшие в состав Кировского края на момент его образования:

| Название районов  | Районный центр |
| Алнашский район   | Алнаши         |
| Балезинский район | Балезино       |
| Вавожский район   | Вавож          |
| Глазовский район  | Глазов         |
| Граховский район  | Грахово        |
| Дебёсский район   | Дебёсы         |

| Название районов     | Районный центр |
| Зуринский район      | Зура           |
| Ижевский район       | Ижевск         |
| Карсовайский район   | Карсовай       |
| Кезский район        | Кез            |
| Малопургинский район | Малая Пурга    |
| Можгинский район     | Можга          |

| Название районов       | Районный центр |
| Селтинский район       | Селты          |
| Сюмсинский район       | Сюмси          |
| Шарканский район       | Шаркан         |
| Юкаменский район       | Юкаменское     |
| Якшур-Бодьинский район | Якшур-Бодья    |
| Ярский район           | Яр             |

Новые районы, появившиеся после Постановления Президиума ВЦИК от 23 января 1935:

| Название районов    | Районный центр |
| Бельский район      | Белая          |
| Бисеровский район   | Бисерово       |
| Каракулинский район | Каракулино     |
| Кичминский район    | Кичма          |
| Киясовский район    | Киясово        |

| Название районов   | Районный центр |
| Кумёнский район    | Кумёны         |
| Кырчанский район   | Кырчаны        |
| Макарьевский район | Макарье        |
| Нагорский район    | Нагорск        |
| Поломский район    | Полом          |

| Название районов   | Районный центр |
| Салобельский район | Салобеляк      |
| Свечинский район   | Свеча          |
| Татауровский район | Татаурово      |
| Тужинский район    | Тужа           |
| Шестаковский район | Шестаково      |
| Шурминский район   | Шурма          |

## Органы власти
Кировский крайисполком — исполнительно-распорядительный орган власти на территории края. Избран на I съезде Кировского крайсовета 29-31 декабря 1934 года на основании Постановления ВЦИК от 7 декабря 1934 года "О разделении Горьковского края и о выделении из его состава Кировского края".
Преобразован в Кировский облисполком в связи с образованием в декабре 1936 года Кировской области и ликвидацией края.